# Dômes de Padma
Padma Tholi
Pour les articles homonymes, voir Padma.
Les dômes de Padma (désignation internationale : Padma Tholi) sont un ensemble de dômes situé sur Vénus dans le quadrangle d'Aino Planitia. Il a été nommé en référence à Padma, déesse indienne du lotus.